# Johannes Dale-Skjevdal
Pour les articles homonymes, voir Dale.
Johannes Dale-Skjevdal, né le 23 mai 1997 à Lørenskog, est un biathlète norvégien, vainqueur d'une étape de Coupe du monde à Hochfilzen en décembre 2020. Il décroche également deux médailles individuelle lors des Mondiaux de Pokljuka en février 2021, le bronze sur l'individuel et l'argent sur la mass-start.

## Carrière
Il est licencié au club de ski de Fet.
Aux Championnats du monde junior 2017 et 2018, il gagne la médaille d'argent en relais. En 2018, il ajoute une médaille de bronze (poursuite) à son palmarès. Après les Championnats de Norvège junior, il est pressenti pour démarrer en Coupe du monde la saison suivante.
Johannes Dale fait ses débuts en Coupe du monde en décembre 2018 à Nové Město, après deux victoires en IBU Cup. Dans des conditions difficiles, il prend tout de même la quinzième place du sprint avec un sans faute au tir. Plus tard dans l'hiver, il se place plus haut dans le classement à Soldier Hollow, en terminant dixième et onzième des courses individuelles.
Aux Championnats du monde 2020, il gagne sa première médaille, en argent, au sein du relais norvégien qui termine derrière l'équipe de France. Le Norvégien remporte sa première victoire en Coupe du monde à l'arrivée du sprint de Hochfilzen, le 11 décembre 2020, avec un sans faute au tir, devant les deux français Quentin Fillon Maillet et Fabien Claude. Aux Championnats du monde 2021, il remporte deux médailles individuelles, en bronze sur l'individuel, puis en argent sur la mass-start, des épreuves remportées par son compatriote Sturla Holm Lægreid. il finit la Coupe du monde 2020-2021 à la 5e du classement général. 
La saison suivante (2021-2022) est plus difficile pour Dale. En manque de forme, il passe l'essentiel de l'hiver en IBU CUp, où il termine à une décevante dixième place au classement général. Il participe seulement à deux étapes de Coupe du monde et obtient comme meilleur résultat individuel une 23e place à Östersund. Il manque par conséquent les Jeux olympiques de 2022 et doit se contenter des Championnats d'Europe, où il remporte la médaille d'or du relais mixte.
Après une bonne préparation estivale, il retrouve une place de titulaire dans l'équipe première de Norvège et dispute l'intégralité de la saison de Coupe du monde. Il décroche notamment sa seconde victoire individuelle en gagnant la mass-start du Grand-Bornand en décembre 2022. Il manque de peu la médaille aux championnats du monde 2023 à Oberhof (4e du sprint) et boucle l'hiver à la septième place du classement général.
Dale-Skjevdal réalise sa meilleure saison en 2023-2024. Il remporte sa troisième victoire en Coupe du monde en s'imposant sur la poursuite d'Hochfilzen en décembre. Il signe cinq autres podiums, dont notamment des secondes places sur les mass-starts de Lenzerheide, Antholz et Canmore, le petit globe de la spécialité lui échappant de peu. Très régulier tout au long de l'hiver, il termine à la troisième place du classement général derrière les frères Bø. Les championnats du monde 2024 sont cependant l'objet d'une petite frustration pour lui. En effet, en raison de la sévère concurrence interne, il n'a l'occasion que de disputer les trois premières épreuves individuelles, échouant encore une fois dans sa quête de médaille (quatrième de la poursuite).

## Palmarès

### Championnats du monde
| Édition \ Épreuve       | Individuel                | Sprint | Poursuite | Mass start               | Relais                   | Relais mixte | Relais mixte simple |
| ----------------------- | ------------------------- | ------ | --------- | ------------------------ | ------------------------ | ------------ | ------------------- |
| Antholz-Anterselva 2020 | 9e                        | 23e    | 17e       | 8e                       | Médaille d'argent, monde | —            | —                   |
| Pokljuka 2021           | Médaille de bronze, monde | 4e     | 11e       | Médaille d'argent, monde | —                        | —            | —                   |
| Oberhof 2023            | 47e                       | 4e     | 7e        | 11e                      | —                        | —            | —                   |
| Nové Město 2024         | 30e                       | 7e     | 4e        | —                        | —                        | —            | —                   |

Légende :
- : deuxième place, médaille d'argent
- : troisième place, médaille de bronze
- — : non disputée par Johannes Dale

### Coupe du monde
- Meilleur classement général : 3e en 2024.
- 31 podiums :
  - 15 podiums individuels : 3 victoires, 8 deuxièmes places et 4 troisièmes places ;
  - 12 podiums en relais : 6 victoires, 5 deuxièmes places et 1 troisième place ;
  - 4 podiums en relais mixte : 1 victoire, 1 deuxième place et 2 troisièmes places.

Dernière mise à jour le 21 mars 2025

#### Détail des victoires
| Saison \ Épreuve | Individuel | Sprint       | Poursuite  | Mass start       | Total |
| ---------------- | ---------- | ------------ | ---------- | ---------------- | ----- |
| 2020-2021        |            | Hochfilzen 1 |            |                  | 1     |
| 2022-2023        |            |              |            | Le Grand-Bornand | 1     |
| 2023-2024        |            |              | Ruhpolding |                  | 1     |
| Total            | 0          | 1            | 1          | 1                | 3     |

#### Classements en Coupe du monde
| Saison    | Individuel | Individuel | Individuel | Sprint  | Sprint | Sprint | Poursuite | Poursuite | Poursuite | Mass start | Mass start | Mass start | Général | Général | Général    |
| Saison    | Courses    | Points     | Class.     | Courses | Points | Class. | Courses   | Points    | Class.    | Courses    | Points     | Class.     | Courses | Points  | Classement |
| --------- | ---------- | ---------- | ---------- | ------- | ------ | ------ | --------- | --------- | --------- | ---------- | ---------- | ---------- | ------- | ------- | ---------- |
| 2018-2019 | 1 / 3      | -          | n.c.       | 3 / 9   | 57     | 39e    | 2 / 8     | 43        | 43e       | 0 / 5      |            |            | 6 / 25  | 100     | 50e        |
| 2019-2020 | 3 / 3      | 77         | 10e        | 8 / 8   | 199    | 11e    | 4 / 5     | 111       | 12e       | 5 / 5      | 189        | 4e         | 20 / 21 | 576     | 9e         |
| 2020-2021 | 3 / 3      | 66         | 8e         | 10 / 10 | 307    | 5e     | 8 / 8     | 234       | 7e        | 5 / 5      | 144        | 8e         | 26 / 26 | 843     | 5e         |
| 2021-2022 | 1 / 2      | 15         | 41e        | 3 / 9   | 8      | 84e    | 2 / 7     | 31        | 48e       | 0 / 4      |            |            | 6 / 22  | 54      | 65e        |
| 2022-2023 | 3 / 3      | 84         | 10e        | 7 / 7   | 199    | 10e    | 7 / 7     | 185       | 13e       | 4 / 4      | 206        | 4e         | 21 / 21 | 674     | 7e         |
| 2023-2024 | '          | 102        | 9e         | '       | 245    | 7e     | '         | 353       | 2e        | '          | 249        | 2e         | '       | 949     | 3e         |
| 2024-2025 | '          | '          | 11e        | '       | '      | 28e    | '         | '         | 37e       | '          | '          | 24e        | '       | 288     | 25e        |

#### Résultats détaillés en Coupe du monde
| 2018-2019 |        |        |        |        |        |        |        |        |        |        |        |        |        |        |        |        |         |        |        | .      | .      | .       | .       |         |        |       | 50e |
| 2018-2019 | IN     | SP     | PU     | SP     | PU     | SP 15e | PU 28e | MS     | SP     | PU     | SP     | MS     | SP     | PU     | MS     | SI 70e | SP Ann. | SP 10e | PU 11e | SP     | PU     | IN      | MS      | SP 63e  | PU     | MS    | 50e |
| 2019-2020 |        |        |        |        |        |        |        |        |        |        |        |        |        | .      | .      | .      | .       |        |        |        |        |         |         |         |        |       | 9e  |
| 2019-2020 | SP 7e  | IN 36e | SP 12e | PU 15e | SP 6e  | PU 12e | MS 6e  | SP 9e  | MS 4e  | SP 27e | PU 9e  | IN 5e  | MS 7e  | SP 23e | PU 17e | IN 9e  | MS 8e   | SP 9e  | MS 6e  | SP 86e | PU     | SP Ann. | PU Ann. | MS Ann. |        |       | 9e  |
| 2020-2021 |        |        |        |        |        |        |        |        |        |        |        |        |        |        |        | .      | .       | .      | .      |        |        |         |         |         |        |       | 5e  |
| 2020-2021 | IN 23e | SP 13e | SP 7e  | PU 9e  | SP 1er | PU 3e  | SP 2e  | PU 6e  | MS 15e | SP 5e  | PU 2e  | SP 5e  | MS 16e | IN 27e | MS 9e  | SP 18e | PU 35e  | IN 3e  | MS 2e  | SP 18e | PU 35e | SP 8e   | PU 9e   | SP 8e   | PU 28e | MS 9e | 5e  |
| 2021-2022 |        |        |        |        |        |        |        |        |        |        |        |        |        |        |        | .      | .       | .      | .      |        |        |         |         |         |        |       | 65e |
| 2021-2022 | IN 26e | SP 35e | SP 40e | PU 23e | SP     | PU     | SP     | PU     | MS     | SP     | PU     | SP 40e | PU 28e | IN     | MS     | IN     | SP      | PU     | MS     | SP     | PU     | SP      | MS      | SP      | PU     | MS    | 65e |
| 2022-2023 |        |        |        |        |        |        |        |        |        |        |        |        |        |        | .      | .      | .       | .      |        |        |        |         |         |         |        |       | 7e  |
| 2022-2023 | IN 16e | SP 7e  | PU 55e | SP 10e | PU 8e  | SP 9e  | PU 16e | MS 1er | SP 11e | PU 8e  | IN 12e | MS 18e | SP 15e | PU 5e  | SP 4e  | PU 7e  | IN 47e  | MS 11e | SP 22e | PU 20e | IN 11e | MS 2e   | SP 16e  | PU 15e  | MS 22e |       | 7e  |
| 2023-2024 |        |        |        |        |        |        |        |        |        |        |        |        |        |        | .      | .      | .       | .      |        |        |        |         |         |         |        |       | 3e  |
| 2023-2024 | IN 20e | SP 5e  | PU 8e  | SP 5e  | PU 2e  | SP 15e | PU 5e  | MS 2e  | SP 13e | PU 3e  | SP 5e  | PU 1er | SI 4e  | MS 2e  | SP 7e  | PU 4e  | IN 30e  | MS     | IN 10e | MS 17e | SP 15e | PU 15e  | SP 11e  | PU 18e  | MS 2e  |       | 3e  |
| 2024-2025 |        |        |        |        |        |        |        |        |        |        |        |        |        |        | .      | .      | .       | .      |        |        |        |         |         |         |        |       |     |
| 2024-2025 | SI 63e | SP 23e | MS 21e | SP     | PU     | SP     | PU     | MS     | SP     | PU     | IN 8e  | MS 24e | SP     | PU     | SP     | PU     | IN      | MS     | SP     | PU     | SI 5e  | MS 23e  | SP 3e   | PU      | MS     |       |     |

### Championnats d'Europe
| Édition \ Épreuve | Individuel | Sprint | Poursuite | Relais mixte         | Relais mixte simple |
| ----------------- | ---------- | ------ | --------- | -------------------- | ------------------- |
| Arber 2022        | 70e        | 9e     | 5e        | Médaille d'or, monde | —                   |

Légende :
- : première place, médaille d'or
- — : non disputée par Johannes Dale

### IBU Cup
- Classement général:
  - 5e en 2019 et 2025 ;
  - 10e en 2022.
- 19 podiums individuels :
  - 10 victoires, 2 deuxièmes places et 7 troisièmes places.

### Championnats du monde juniors
| Édition \ Épreuve   | Individuel | Sprint | Poursuite                 | Relais                   |
| ------------------- | ---------- | ------ | ------------------------- | ------------------------ |
| Brezno-Osrblie 2017 | —          | 22e    | 18e                       | Médaille d'argent, monde |
| Otepää 2018         | 13e        | 5e     | Médaille de bronze, monde | Médaille d'argent, monde |

Légende :
- — : non disputée par Johannes Dale

## Vie privée
En juillet 2023, Johannes Dale et sa compagne Kristina Skjevdal, ex biathlète des équipes nationales norvégiennes, se sont mariés. C'est sous le nom Dale-Skjevdal que le Norvégien s'est inscrit pour la saison 2023-2024 de biathlon.